# Nachal Jokne'am
Nachal Jokne'am (hebrejsky: נחל יקנעם) je vádí v severním Izraeli.
Začíná v nadmořské výšce okolo 200 metrů poblíž vesnice Eljakim, která leží na pomezí vysočiny Ramat Menaše a pohoří Karmel, nedaleko od západního okraje města Jokne'am. Vádí směřuje k severovýchodu prudce se zařezávajícím údolím, jehož svahy jsou převážně zalesněné ale podél jehož dna vede frekventovaná dálnice číslo 70. Zleva přijímá vádí Nachal Rakefet. Ze severu míjí město Jokne'am a na jeho konci ústí do rovinatého a zemědělsky využívaného Jizre'elského údolí. Zde pak ústí zleva do řeky Kišon.